# Bandschoen

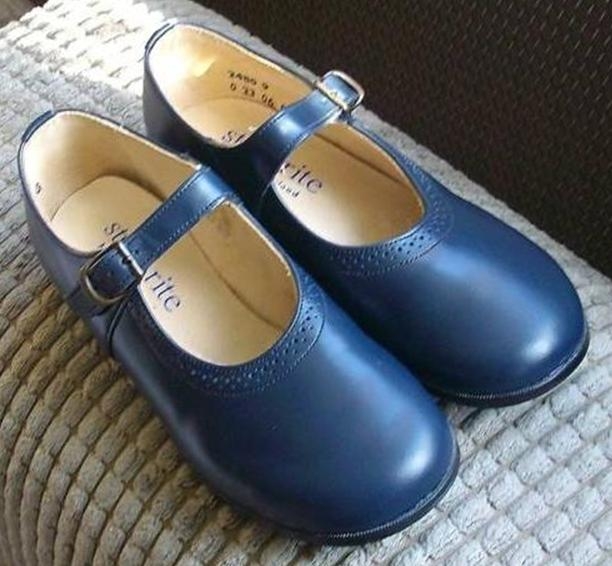
Klassieke bandschoenen

Een bandschoen, Mary Jane of Donald Duck-schoen is een schoen met een gesloten neus en hiel, waarbij een band over de wreef is aangebracht. Bandschoenen worden onder andere gedragen door kinderen.

## Geschiedenis
Kinderschoenen die werden vastgemaakt met een bandje en een gesp of knoop verschenen in de vroege twintigste eeuw. Ze werden oorspronkelijk zowel door jongens als door meisjes gedragen, maar veranderden in de jaren 1930-1940 in schoenen voor meisjes. In de jaren 1920 werden ze ook bij volwassen vrouwen populair.
Shirly Temple droeg de schoenen in de film Baby Takes a Bow uit 1934.
Voor vrouwen komt de bandschoen regelmatig terug in het modebeeld, bijvoorbeeld als variant op de pump. Maar vrouwen dragen ook comfortabele bandschoenen met een brede ronde neus en een lage hak.
De band wordt ook wel uitgevoerd in de vorm van een T, met een extra band naar de voorschoen. 

## Wetenswaardigheden

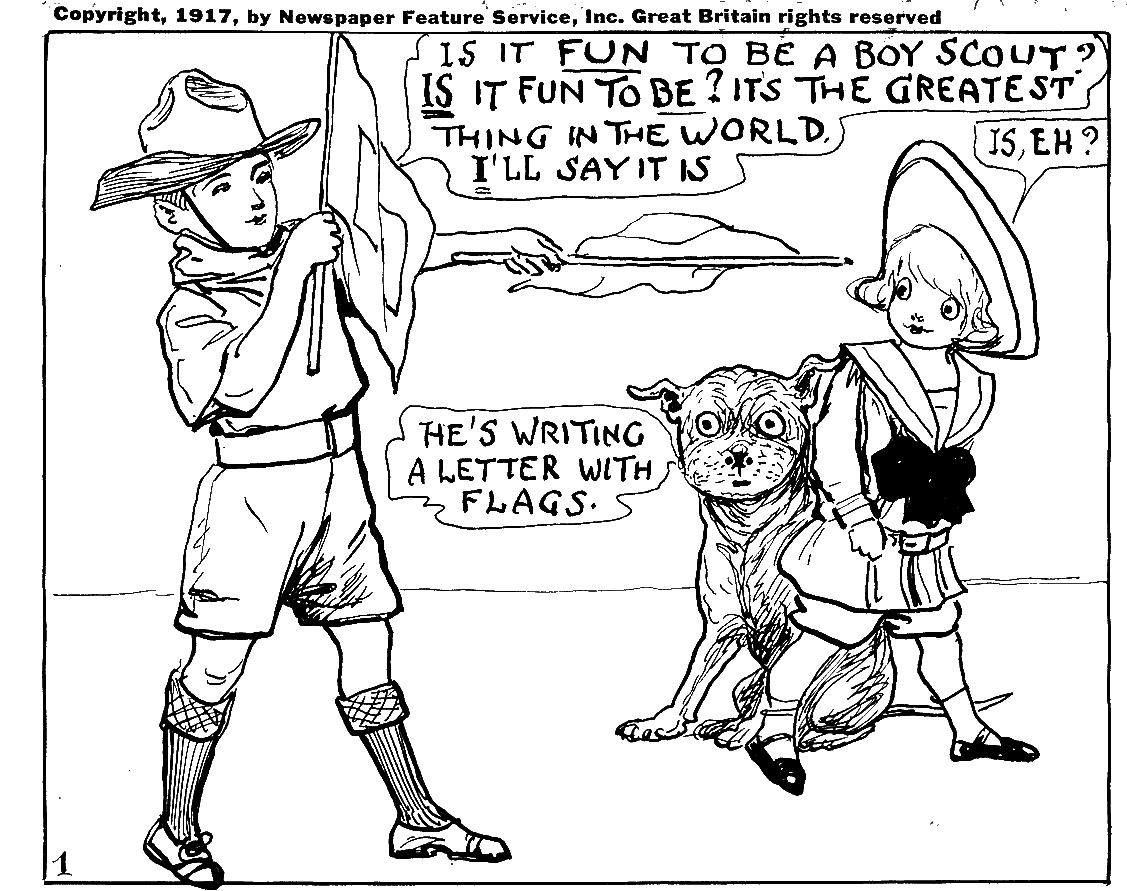
Plaatje uit de strip Buster Brown uit 1917, met Buster Brown en haar bandschoentjes rechts.

- In de Verenigde Staten heet dit type schoen Mary Jane, naar het oorspronkelijke handelsmerk.[1] Het is ontleend aan het vriendinnetje met deze naam van stripfiguur Buster Brown. Mary Jane was gebaseerd op de dochter van de auteur van dit stripboek, Richard F. Outcault.